# Mikhaïl Kalatozichvili
Mikhaïl Georguievitch Kalatozichvili (en russe : Михаил Георгиевич Калатозишвили) ou (en géorgien : მიხეილ კალატოზიშვილი) est un réalisateur, acteur et scénariste d'origine géorgienne né le 19 mai 1959 à Tbilissi en Géorgie et mort le 12 octobre 2009 à Moscou. Sa mort prématurée a arrêté sa carrière alors que son dernier film Champ sauvage venait de récolter plusieurs prix prestigieux.

## Biographie
Fils de Gueorgui Kalatozichvili et petit-fils du réalisateur Mikhaïl Kalatozov, Mikhaïl Georguievitch Kalatozichvili est né à Tbilissi.
Il fait des études à l'Institut national de la cinématographie dans la classe de maître d'Efim Dzigan. Il obtient son diplôme en 1981 et débute au sein de la société de production cinématographique Kartuli Pilmi où il tourne l'adaptation de la nouvelle d'Andreï Platonov Mécanicien. Son film L'Élu sorti en 1991 reçoit le prix du jury au Festival du film de Madrid. À partir de 1996, le réalisateur travaille à Lenfilm. Il reçoit pour le film Champ sauvage le prix Éléphant blanc de la Guilde des critiques et historiens du cinéma au festival Kinotavr en 2008, le Grand prix du Festival international du film de Marrakech - 2008, Grand prix et le Prix du public au Festival du cinéma russe à Honfleur en 2008, Prix du jury au Festival de Cinéma Est-européen à Cottbus - 2008, un Aigle d'or du meilleur film en 2009, le Prix au festival du cinéma russe de Limoges en 2010.
À quelques semaines de son décès, il est membre du jury au XVIIIe Festival du film Kinochok-2009.
Le réalisateur meurt subitement à Moscou d'un infarctus du myocarde. Il repose au cimetière de Novodevitchi auprès de son grand-père.

## Filmographie
- 1981 : Mécanicien (Mekhanik) (court métrage)
- 1991 : L'Élu (რჩეული) en géorgien
- 2000 : Mystères
- 2008 : Champ sauvage (Дикое поле)